# Ľubomír Meszároš
Ľubomír Meszároš (Bratislava, 23 de março de 1979) é um futebolista eslovaco que atua no ŠK Slovan Bratislava na posição de atacante.

## Títulos
Slovan Bratislava
Campeonato Eslovaco-(2008-2009)